# 2010年日本スポーツ賞
2010年の日本スポーツ賞
グランプリ
吉田沙保里
オリンピック特別賞
髙橋大輔
奨励賞
福島千里

## 優秀選手
| 名前             | 競技           | 受賞理由 |
| ---------------- | -------------- | --- |
| 福島千里         | 陸上競技       | 2010年アジア競技大会で二冠。日本記録を更新                                                                            |
| 吉田沙保里       | レスリング     | レスリング世界選手権で8連覇                                                                                           |
| 北島康介         | 競泳           | 2010年パンパシフィック水泳選手権二冠                                                                                  |
| 石田正子         | スキー         | バンクーバーオリンピックノルディック距離で冬季オリンピック史上、女子クロスカントリースキー競技でアジア勢最高の5位入賞 |
| クルム伊達公子   | テニス         | 広州アジア大会で銅メダル                                                                                              |
| 若井江利         | ボート         | 広州アジア大会で金メダル                                                                                              |
| 内村航平         | 体操           | 世界体操競技選手権個人総合で日本人初の2連覇                                                                           |
| 髙橋大輔         | スケート       | バンクーバーオリンピックで日本人男子初の銅メダル                                                                      |
| 土居愛実         | セーリング     | レーザーラジアル級ユース世界選手権で日本人初の銀メダル                                                                |
| 三宅宏実         | 重量挙げ       | ウエイトリフティング世界選手権でトータル200kgの日本新記録                                                             |
| 盛一大           | 自転車競技     | トラックレース世界選手権スクラッチで中距離では日本人初の銅メダル                                                      |
| 上原絵里、杉本瞳 | ソフトテニス   | アジア大会で金メダル                                                                                                  |
| 渋谷悟           | 相撲           | 全日本相撲選手権大会優勝                                                                                              |
| 松本薫           | 柔道           | 世界柔道選手権大会57kg級金メダルをはじめ3大会で優勝                                                                   |
| 田児賢一         | バドミントン   | 全英オープン男子シングルスで日本人勢では44年ぶり2度目の決勝進出                                                       |
| 山田直美         | 弓道           | 全日本女子選手権優勝                                                                                                  |
| 松田知幸         | ライフル射撃   | ISSF世界射撃選手権男子50mピストル、10mエアピストルで二冠                                                              |
| 高鍋進           | 剣道           | 全日本選手権で初優勝                                                                                                  |
| 三口智也         | 近代五種       | 近代五種全日本選手権大会優勝、アジア大会団体銅メダル                                                                  |
| 北本忍           | カヌー         | 世界カヌー選手権大会スプリント女子カヤックシングル200mで日本カヌー史上初の銅メダル                                    |
| 中山由起枝       | クレー射撃     | アジア大会で初優勝 |
| 向谷美咲         | ボウリング     | 全日本選抜ボウリング選手権大会、全日本高校ボウリング選手権大会、国民体育大会ボウリング競技で三冠                      |
| 松山英樹         | ゴルフ         | アジアアマチュアゴルフ選手権で日本人初の優勝。                                                                        |
| 足立真梨子       | トライアスロン | アジア大会で優勝 |

| 団体名                   | 競技                   | 受賞理由                                                                                                 |
| ------------------------ | ---------------------- | --- |
| サッカー日本代表         | サッカー               | 2010 FIFAワールドカップで二大会ぶり16強進出                                                              |
| 東海学院大学女子         | ホッケー               | 全日本学生ホッケー選手権大会、全日本大学ホッケー王座決定戦の二冠達成                                     |
| バレーボール全日本女子   | バレーボール           | バレーボール世界選手権で32年ぶりメダル獲得                                                               |
| U-17女子日本代表         | バスケットボール       | バスケットボールU-17世界選手権5位入賞                                                                    |
| 香川銀行                 | ハンドボール           | 全日本実業団ハンドボール選手権大会で4位と検討。ジャパンオープンハンドボールトーナメントでは史上初の4連覇 |
| 日本通運四国             | 軟式野球               | 全日本軟式野球大会で優勝                                                                                 |
| アジア大会男子代表       | 馬術                   | アジア大会総合馬術団体優勝                                                                               |
| アジア大会日本代表       | ソフトボール           | アジア大会優勝。世界女子ソフトボール選手権でも準優勝                                                     |
| 東福岡高等学校           | ラグビー               | 全国高等学校ラグビーフットボール大会と全国高等学校選抜ラグビーフットボール大会の二冠                     |
| Mt.Logan Expedition 2010 | 山岳                   | カナダ最高峰のローガン山（標高6050m）南東壁に世界初登攀                                                  |
| 世界学生選手権男子チーム | アーチェリー           | 世界学生選手権で初優勝                                                                                   |
| 世界選手権女子団体形代表 | 空手                   | 世界選手権で優勝                                                                                         |
| 神奈川県連盟             | 銃剣道                 | 全日本選手権で2連覇                                                                                      |
| 大阪連盟                 | なぎなた               | 都道府県対抗なぎなた選手権大会団体優勝                                                                   |
| 東芝野球部               | 野球                   | 都市対抗野球大会で3年ぶり7度目の優勝                                                                     |
| 鹿島ディアーズ           | アメリカンフットボール | 日本選手権（ライスボウル）で12年ぶり2度目の優勝                                                          |
| ワールドカップ日本代表   | トランポリン           | ワールドカップドイツ大会男子シンクロナイズド競技で難度得点17.0点の世界記録                               |